# Regioni dell'Etiopia

Regioni dell'Etiopia

Le regioni dell'Etiopia (in amarico: kililoch, sing. kilil) costituiscono la suddivisione di primo livello del Paese e sono pari a dodici, e insieme alle due città autonome (astedader akababiwoch, sing. astedader akababi) di Addis Abeba e Dire Daua, rappresentano gli enti federali dell'Etiopia.
Ciascuna regione si suddivide ulteriormente in 68 zone, a loro volta suddivise in 556 distretti, di cui 6 a statuto speciale.

## Profili istituzionali

### Storia
Prima del 1996, l'Etiopia era suddivisa in 13 province, corrispondenti a regioni storiche. La riforma ha riorganizzato la suddivisione su base etnica. Il termine kilil, usato per le odierne regioni, ha un significato analogo a "riserva" o "area protetta". Quando il nuovo sistema amministrativo è entrato in vigore, ha sollevato dure critiche da parte delle opposizioni politiche, che lo hanno paragonato al sistema dei Bantustan del Sudafrica dell'apartheid.
Nel corso degli anni 2020, si sono tenuti vari referendum per la creazione di nuove regioni, che hanno tutti interessato il territorio della precedente Regione delle Nazioni, Nazionalità e Popoli del Sud:
- Con il referendum del 2019, che ha sancito con oltre il 98% dei voti favorevoli la creazione di una nuova regione, la Regione di Sidama,[2] che è stata effettivamente creata nel giugno 2020,[3] è stato deciso che Auasa, che territorialmente ricade nella regione di Sidama, avrebbe continuato ad essere anche sede transitoria del governo regionale della Regione delle Nazioni, Nazionalità e Popoli del Sud, per almeno altre due elezioni.
- Il 23 novembre 2021, dopo un referendum dall’esito positivo, è stata formata una nuova regione, denominata “Regione dei Popoli Etiopi del Sud-Ovest”.
- Il 18 agosto 2023, dopo un referendum dall'esito positivo, la Regione delle Nazioni, Nazionalità e Popoli del Sud ha cessato definitivamente di esistere, in quanto la sua area meridionale si è costituita in "Etiopia meridionale", e quanto restava è divenuto la regione dell'"Etiopia centrale".

### Amministrazione
Le regioni dell'Etiopia sono anche dette stati regionali, in quanto godono di una larga autonomia amministrativa; il governo centrale ha le caratteristiche di un governo federale. Ogni regione ha un proprio parlamento e un proprio governo locale. L'articolo 39 della costituzione concede a ogni regione il diritto di secessione dal paese; se questo sia un potere effettivo o solo nominale è un argomento largamente dibattuto.

## Lista
| Localizzazione | Bandiera | Regione                      | Capoluogo   | Popolazione | Superficie (Km2) | Gruppo etnico |
| -------------- | -------- | ---------------------------- | ----------- | ----------- | ---------------- | --- |
|                |          | Addis Abeba (città autonoma) | —           | 4 500 000   | 526,99           | amhara (47,04%), oromo (19,51%), guraghé (16,34%), tigrè (6,18%), silt'e (2,94%), gamo (1,68%).                                |
|                |          | Afar                         | Semera      | 1 850 000   | 72 052,78        | Afar |
|                |          | Amara                        | Bahar Dar   | 27 500 000  | 154 708,96       | Amhara |
|                |          | Benisciangul-Gumus           | Asosa       | 750 000     | 50 698,68        | Berta, Gumus e Shinasha |
|                |          | Dire Daua (città autonoma)   | —           | 350 000     | 1 558,61         | Somali |
|                |          | Etiopia centrale             | Hosaena     | 10,561,000  | 15,098           | — |
|                |          | Etiopia meridionale          | Soddo       | 7,584,741   | 45,209           | — |
|                |          | Gambella                     | Gambela     | 350 000     | 29 782,82        | nuer (40%), anuak (27%), amara (8%), oromo (6%), mezengir (5.8%), kefficho (4.1%), tigrino (1.6%) e altri gruppi etnici (7.5%) |
|                |          | Harar                        | Harar       | 200 000     | 333,94           | oromo (52.3%), amhara (32.6%), harar (7.1%) e guraghé (3.2%)                                                                   |
|                |          | Oromia                       | Addis Abeba | 42 000 000  | 284 537,84       | Oromo |
|                |          | Popoli Etiopi del Sud-Ovest  | Bonga       | 10 400 000  | 58,38            | — |
|                |          | Sidama                       | Auasa       | 450 000     | 3 200            | Sidama |
|                |          | Somali                       | Giggiga     | 6 500 000   | 279 252          | Somali |
|                |          | Tigrè                        | Macallè     | 7 800 000   | 41 409,95        | Tigrè e tigrina |